# Norrsjön (Almunge socken, Uppland, 664671-162521)
Norrsjön är en sjö i Uppsala kommun i Uppland och ingår i Olandsåns huvudavrinningsområde. Sjön har en area på 0,0732 kvadratkilometer och ligger 13,9 meter över havet.

## Delavrinningsområde
Norrsjön ingår i det delavrinningsområde (664727-162949) som SMHI kallar för Inloppet i Kärven. Medelhöjden är 21 meter över havet och ytan är 17,74 kvadratkilometer. Det finns ett avrinningsområde uppströms, och räknas det in blir den ackumulerade arean 37,88 kvadratkilometer. Olandsån som avvattnar avrinningsområdet har biflödesordning 2, vilket innebär att vattnet flödar genom totalt 2 vattendrag innan det når havet efter 64 kilometer. Avrinningsområdet består mestadels av skog (65 procent) och jordbruk (25 procent). Avrinningsområdet har 0,07 kvadratkilometer vattenytor vilket ger det en sjöprocent på 0,4 procent.